# Канада на зимових Олімпійських іграх 1992
Канада на зимових Олімпійських іграх 1992, які проходили з 8 по 23 лютого в Альбервілі (Франція), була представлена 108 спортсменами в 11 видах спорту.

## Медалісти
| Медалі | Спортсмени | Вид спорту          | Дисципліна                     |
| ------ | --- | ------------------- | ------------------------------ |
| Золото | Керрін Лі-Гартнер | Гірськолижний спорт | Жінки, швидкісний спуск        |
| Золото | Сільвія Дегл Анжела Катрон Наталі Ламберт Анні Перрет | Шорт-трек           | Жінки, естафета 3000 метрів    |
| Срібло | Шон Бурк, Тревор Кідд, Бред Шлегель, Джейсон Вуллі, Ден Ратушний, Браєн Татт, Адріан Плавсіч, Кевін Дав, Гордон Гайнс, Курт Жиль, Ренді Сміт, Джо Жюно, Кріс Ліндберг, Кент Мандервілль, Дейв Тіппетт, Дейв Геннен, Тодд Брост, Ерік Ліндрос, Воллі Шрайбер, Девід Арчибальд, Фабіан Джозеф, Патрік Лебо | Хокей               | Чоловіки                       |
| Срібло | Фредерік Блекбурн | Шорт-трек           | Чоловіки, 1000 метрів          |
| Срібло | Фредерік Блекбурн Сільвен Ганьон Лаурен Дагнот Мішель Дагнот Марк Лакі | Шорт-трек           | Чоловіки, естафета 5000 метрів |
| Бронза | Миріам Бедар | Біатлон             | Жінки, індивідуальна гонка     |
| Бронза | Ізабель Брассер Ллойд Айслер | Фігурне катання     | Паре катання                   |

## Учасники
| Спорт               | Чоловіки | Жінки | Всього |
| ------------------- | -------- | ----- | ------ |
| Біатлон             | 5        | 4     | 9      |
| Бобслей             | 8        | 0     | 8      |
| Гірськолижний спорт | 7        | 3     | 10     |
| Ковзанярський спорт | 6        | 3     | 9      |
| Лижні перегони      | 6        | 5     | 11     |
| Санний спорт        | 5        | 1     | 6      |
| Стрибки з трампліна | 3        | 0     | 3      |
| Фігурне катання     | 7        | 6     | 13     |
| Фристайл            | 4        | 3     | 7      |
| Хокей               | 22       | 0     | 22     |
| Шорт-трек           | 5        | 4     | 9      |
| Всього              | 78       | 29    | 108    |

## Біатлон
Спортсменів — 9
Чоловіки
| Спортсмени                                  | Змагання            | Час       | Промахи     | Відставання | Місце |
| ------------------------------------------- | ------------------- | --------- | ----------- | ----------- | ----- |
| Стів Кір                                    | спринт              | 26:46.4   | 0 (0+0)     | +44.1       | 8     |
| Стів Кір                                    | індивідуальна гонка | 1:03:06.9 | 4 (1+2+0+1) | +5:32.5     | 46    |
| Жан Паке                                    | індивідуальна гонка | 1:08:36.2 | 9 (3+2+2+2) | +11:01.8    | 77    |
| Гленн Рупертус                              | спринт              | 28:43.3   | 3 (1+2)     | +2:41.0     | 52    |
| Гленн Рупертус                              | індивідуальна гонка | 1:00:18.3 | 1 (0+0+1+0) | +2:43.9     | 20    |
| Тоні Фіала                                  | спринт              | 29:35.0   | 2 (1+1)     | +3:32.7     | 62    |
| Тоні Фіала                                  | індивідуальна гонка | 1:00:39.8 | 1 (0+0+0+1) | +3:05.4     | 26    |
| Том Хансен                                  | спринт              | 32:03.1   | 2 (1+1)     | +6:00.8     | 83    |
| Гленн Рупертус Жан Паке Тоні Фіала Стів Кір | естафета            | 1:29:37.3 | 0 (0+0)     | +4:53.8     | 10    |

Жінки
| Спортсмени                           | Змагання            | Час       | Промахи     | Відставання | Місце |
| ------------------------------------ | ------------------- | --------- | ----------- | ----------- | ----- |
| Миріам Бедар                         | спринт              | 26:04.6   | 1 (0+1)     | +1:35.4     | 12    |
| Миріам Бедар                         | індивідуальна гонка | 52:15.0   | 2 (0+1+1+0) | +27.8       | 3     |
| Івонн Віссер                         | спринт              | 29:35.9   | 4 (1+3)     | +5:06.7     | 59    |
| Івонн Віссер                         | індивідуальна гонка | 1:00:38.2 | 5 (1+0+2+2) | +8:51.0     | 52    |
| Джейн Ісаксон                        | спринт              | 28:39.7   | 1 (1+0)     | +4:10.5     | 50    |
| Джейн Ісаксон                        | індивідуальна гонка | 1:01:06.5 | 4 (2+0+1+1) | +9:19.3     | 54    |
| Ліз Мелох                            | спринт              | 28:24.7   | 2 (0+2)     | +3:55.5     | 47    |
| Ліз Мелох                            | індивідуальна гонка | 1:00:10.4 | 5 (1+3+0+1) | +8:23.2     | 50    |
| Ліз Мелох Миріам Бедар Джейн Ісаксон | естафета            | 1:23:49.1 | 2 (0+2)     | +7:53.5     | 11    |